# Xác suất hậu nghiệm
Xác suất hậu nghiệm (tiếng Anh: posterior probability) của một biến cố ngẫu nhiên hoặc một mệnh đề không chắc chắn là xác suất có điều kiện mà nó nhận được khi một bằng chứng có liên quan được xét đến.
Phân bố xác suất hậu nghiệm của một biến ngẫu nhiên khi cho trước giá trị của một biến khác có thể được tính theo Định lý Bayes bằng cách nhân phân bố xác suất tiên nghiệm với hàm khả năng rồi chia cho hằng số chuẩn hóa, như sau:
{\displaystyle f_{X\mid Y=y}(x)={f_{X}(x)L_{X\mid Y=y}(x) \over {\int _{-\infty }^{\infty }f_{X}(x)L_{X\mid Y=y}(x)\,dx}}}
thu được hàm mật độ xác suất hậu nghiệm cho biến ngẫu nhiên X nếu cho trước dữ liệu Y = y, trong đó
- {\displaystyle f_{X}(x)} là mật độ tiên nghiệm của X,
- {\displaystyle L_{X\mid Y=y}(x)=f_{Y\mid X=x}(y)} là hàm khả năng như là một hàm của x,
- {\displaystyle \int _{-\infty }^{\infty }f_{X}(x)L_{X\mid Y=y}(x)\,dx} là hằng số chuẩn hóa, và
- {\displaystyle f_{X\mid Y=y}(x)} là mật độ hậu nghiệm của X nếu cho trước dữ liệu Y = y.